# Empleado Municipal
Empleado Municipal är en ort i Mexiko.   Den ligger i kommunen Cuautla och delstaten Morelos, i den sydöstra delen av landet, 80 km söder om huvudstaden Mexico City. Empleado Municipal ligger 1 362 meter över havet och antalet invånare är 557.
Terrängen runt Empleado Municipal är kuperad åt sydost, men åt nordväst är den platt. Runt Empleado Municipal är det ganska tätbefolkat, med 222 invånare per kvadratkilometer. Närmaste större samhälle är Cuautla Morelos, 4,0 km nordväst om Empleado Municipal. Omgivningarna runt Empleado Municipal är en mosaik av jordbruksmark och naturlig växtlighet.